# Santa Creu de Bellavista
La Santa Creu de Bellavista és una capella del nucli de Bellavista en el municipi de Nulles (Alt Camp). Està inclosa en l'Inventari del Patrimoni Arquitectònic de Catalunya.

## Descripció
La capella està situada a la plaça del nucli de Bellavista. És de dimensions reduïdes i de planta rectangular, amb una sola nau de quatre trams separats per tres arcs torals de mig punt. El cor és als peus. La façana, senzilla, presenta una porta d'arc de mig punt de carreus de pedra i una obertura circular. Un campanar d'espadanya amb una sola obertura d'arc de mig punt corona la façana. La coberta de l'edifici, a dues vessants, és de teula. A la dreta hi ha una petita sagristia de construcció posterior. La capella es troba arrebossada i emblanquinada.

## Història
L'església està molt poc documentada quant a datació. Se sap que el 1830, tot i que es troba al municipi de Nulles, depenia de l'església de Santa Maria de Vallmoll. Actualment depèn de la parròquia de Sant Joan Baptista de Nulles.
El seu estat de conservació és bo a causa principalment de les obres de restauració que s'hi han efectuat de pocs anys ençà; l'any passat es va fer una teulada nova, obra que va posar al descobert els arcs torals que abans no es veien; recentment ha estat enrajolat el terra.
A l'estiu s'hi fa missa els diumenges.